# Fonografie

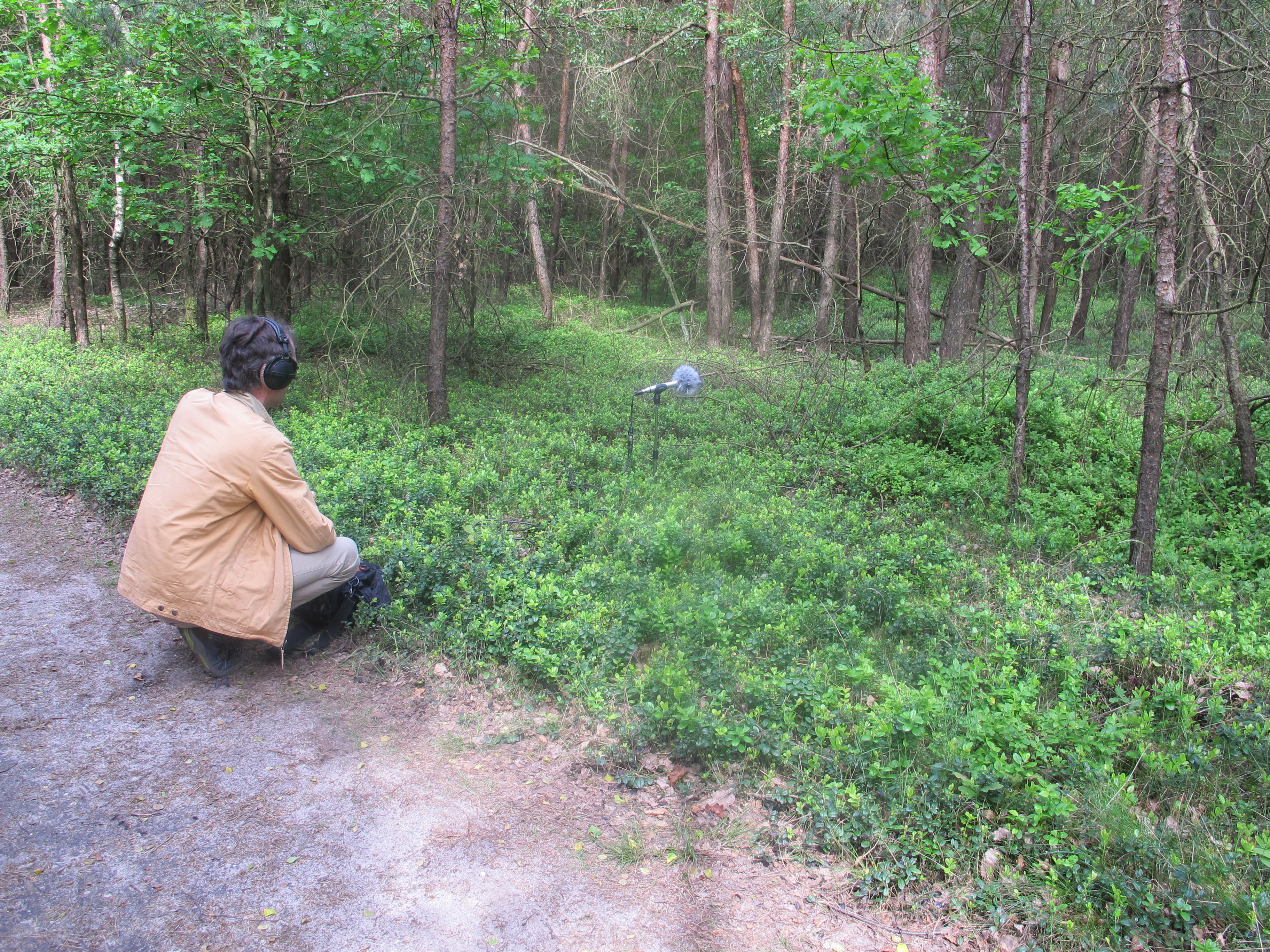
Workshop geluiden opnemen (Wiki Loves Earth), 25 mei 2014

Fonografie is de kunst van het opnemen van geluiden in hun natuurlijke omgeving.
De meeste fonografen zijn in het bezit van portable recorders voor het vastleggen van deze geluiden. Bij fonografie moeten vaak complexe geluiden worden opgenomen, waardoor er speciale opnameapparatuur voor vereist is. Fonografie speelt een grote rol bij bijvoorbeeld bioakoestiek, zoals het onderzoek naar vogelzang.